# Ngozi Nwosu
Ngozi Nwosu es una veterana actriz y productora nigeriana. Comenzó su carrera en películas en idioma yoruba, antes de debutar en Living in Bondage, rodada en idioma igbo y considerada como el inicio de la era de las películas en video del Cine de Nigeria.

## Biografía
Nwosu nació en Arochukwu en el estado de Abia, al sureste de Nigeria, el 1 de agosto de 1963 y creció en Lagos. Su padre, un veterano de Biafra, murió durante la guerra civil de Nigeria. Habla con fluidez los idiomas igbo, yoruba e inglés. Su formación actoral profesional la realizó en la Royal Theatre Art Club School. En 2012, se informó que padecía una condición médica que afectaba su carrera. El diagnóstico estaba relacionado con una enfermedad renal. Recibió tratamiento en el extranjero a través del gobierno y algunas organizaciones.

## Carrera
Comenzó su carrera como actriz mientras asistía a clases de actuación en la escuela, la mayoría de las cuales se realizaban en yoruba. Interpretó a "Madam V boot" en la serie de televisión Ripples. En 1992, se unió al elenco de Living in Bondage junto a Kenneth Okonkwo. Interpretó a "Peace" en la comedia Fuji House of Commotion (creada por Amaka Igwe). Su personaje fue el de la segunda esposa del Jefe TA Fuji, a menudo mostrada como su favorita. En 2018, interpretó a "Ene" en la película de animación nigeriana "Sade". También fue la productora de Evil Passion, Stainless y el programa de radio, Onga. Hablando sobre el acoso sexual femenino en la industria afirmó que toda actriz tiene derecho a decir que no a cualquier cosa que no le resulte cómoda. También ha aparecido en videos musicales de Chidinma Ekile y Fair Prince.